# 2023 en linguistique
Cet article liste les évènements marquants de l'année 2023 en linguistique.

## Décès

### Janvier
- 16 janvier : Jean-Claude Coquet, Linguiste et sémioticien français.
- 18 janvier : Jacques Jarry, Linguiste et archéologue français

### Mars
- 5 mars : Matti Klinge, Historien finlandais.

### Avril
- 5 avril : Cléante, Linguiste et grammairien belge.

### Mai
- 15 mai : Madjiguène Cissé, Linguiste sénégalaise.
- 23 mai : Jean Haudry, Linguiste français.

### Août
- 14 août : Gérard Diffloth, Linguiste français.
- 17 août : Nicolas Trifon, Écrivain, éditeur et sociolinguiste roumain.
- 31 août : Abdou Elimam, Linguiste algérien.

### Septembre
- 3 septembre : Maria Carme Junyent i Figueras, Linguiste espagnole de langue catalane.
- 14 septembre : Carlo De Simone, Linguiste italien.

### Octobre
- 7 octobre : Jacqueline M.C. Thomas, Ethnolinguiste et chercheuse française.

### Novembre
- 1er novembre : Luigi Berlinguer, Homme politique italien.
- 7 novembre : Dev Virahsawmy, Homme politique, dramaturge, poète et linguiste mauricien.